# Niesamowitość
Niesamowitość (niem. das Unheimliche, ang. uncanny) – czynnik wywołujący uczucia niepokoju i strachu poprzez jednoczesne posiadanie cech obcości i tajemniczości oraz cech zjawiska dobrze znanego. Strach wywoływany przez niesamowite wynika z zaistnienia dysonansu poznawczego w percepcji danego zjawiska. Według współtwórcy pojęcia, psychiatry Sigmunda Freuda, niesamowite jest elementem rzeczywistości znanym wcześniej, lecz wyeliminowanym ze świadomości przez mechanizm wyparcia. Autorem terminu był niemiecki psychiatra Ernst Jentsch.
Niesamowitość jest kategorią estetyczną wywodzącą się z psychoanalizy. Koncepcja ta stosowana bywa jako termin krytyki literackiej, służący do opisu motywów literackich przywołujących atmosferę tajemnicy i niepokoju lub postacie duchów i zjaw – motywów szczególnie obecnych m.in. w literaturze epoki romantyzmu. Kategoria niesamowitego obecna jest też w terminologii kulturoznawstwa, krytyki filmowej, teorii architektury, teorii robotyki (hipoteza doliny niesamowitości).